# Тростянчик (потік)
Тростянчик (пол. Trościańczyk) — гірський потік в Україні, у Долинському районі Івано-Франківської області. Права притока Тур'янки, (басейн Дністра).

## Опис
Довжина потоку 7 км, найкоротша відстань між витоком і гирлом — 6,76  км, коефіцієнт звивистості потоку — 1,04 . Потік тече у гірському масиві Ґорґани.

## Розташування
Бере початок на північній стороні від міста Долина. Тече переважно на північний схід понад плоскогір'ям (419,0 м) і у селі Тростянець впадає у річку Тур'янку, праву притоку Свічи.
Населені пункти вздовж берегової смуги: Діброва, Слобода Долинська.